# Astrotoma drachi
Astrotoma drachi är en ormstjärneart som beskrevs av Guille 1979. Astrotoma drachi ingår i släktet Astrotoma och familjen medusahuvuden. Inga underarter finns listade i Catalogue of Life.